# 奥比 (北部省)
奥比（法語：Obies，法語發音：[ɔbi]）是法国上法蘭西大區北部省的一个市镇，属于埃尔普河畔阿韦讷区。

## 地理
奥比（50°16'1"N, 3°47'13"E）面积5.43 平方千米，位于法国上法蘭西大區北部省，该省份为法国最北部的省份及最长的省份，西北濒北海，西接加来海峡省，南至埃纳省和索姆省，东与比利时接壤。
与奥比接壤的市镇（或旧市镇、城区）包括：巴韦、洛基尼奥勒、梅基尼。

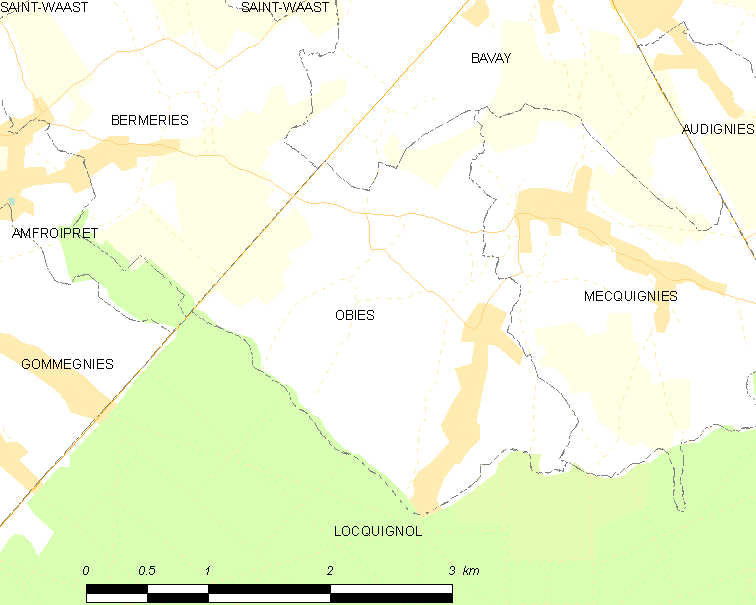
的OSM定位图

奥比的时区为UTC+01:00、UTC+02:00（夏令时）。

## 行政
奥比的邮政编码为59570，INSEE市镇编码为59441。

## 政治
奥比所属的省级选区为欧努瓦-艾姆里县。

## 人口

1962-2008年间人口变化图示

奥比于2022年1月1日时的人口数量为655人。